# Al di là dell'odio
Al di là dell'odio è un film del 1972 diretto da Alessandro Santini.

## Trama
Una famiglia di pionieri è stata quasi completamente sterminata dagli indiani in cerca di vendetta, mentre il piccolo George e la sua sorellina Loana sono sopravvissuti, Loana viene adottata dal capo indiano e George da una famiglia sconosciuta. Anni dopo, i due fratelli si riuniscono.